# Trismo

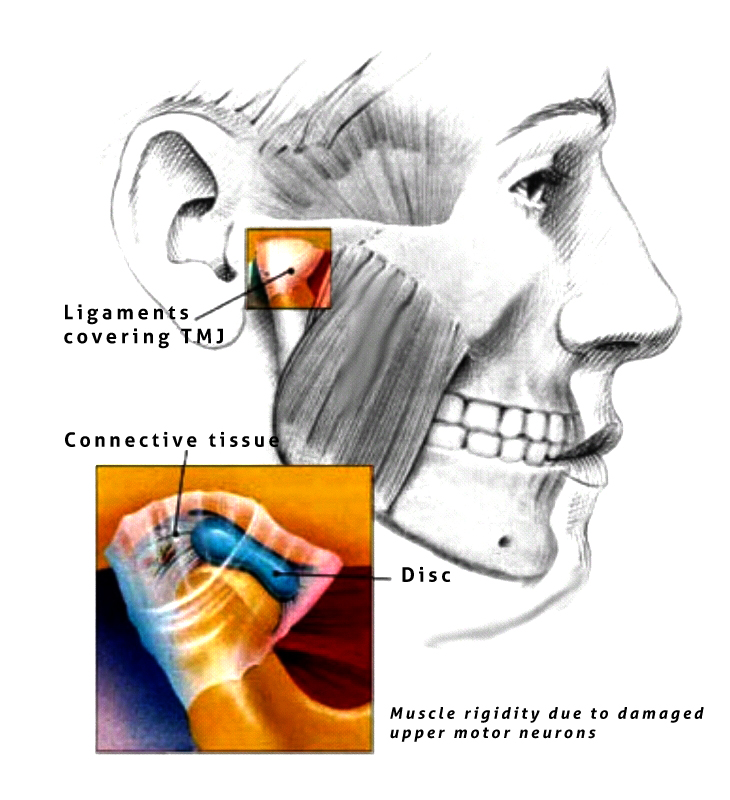
Anatomía de un trismus o trismo debido a la rigidez muscular causada por la damnificación de las neuronas motoras superiores. En gris se resaltan los músculos maseteros, en colores o policromía se resaltan otras áreas inmediatamente afectadas como los ligamentos de la articulación temporomandibular cuya sigla en inglés es TMJ, sus correspondientes discos articulares que "almohadillan" a la base del maxilar inferior con la base del cráneo, tal articulación encapsulada por tejido conectivo.

La palabra trismo (también, trismus) ha pasado al español desde la palabra griega  τρισμός, cuyo significado original es "contracción tetánica de los músculos maseteros, que produce la imposibilidad de abrir la boca". Aunque aún en el 2014 el Diccionario de la lengua española (de la Real Academia Española) restringe el significado de la palabra trismo (o trismus) a la contracción de los músculos maseteros provocada por un tétano  que impide abrir la boca, actualmente el término se refiere al síntoma  caracterizado por la reducción de la apertura entre la mandíbula y el maxilar (de los maxilares o quijadas) causado por el espasmo de los músculos de la masticación, o bien puede referirse en general a todas las formas de limitación o dificultades para la apertura de la boca. 
Se trata de un síntoma común de gran variedad etiológica (por ejemplo, el ya citado tétano), aunque puede tener otras causas o etiologías, como la tensión nerviosa de origen psicosomática, problemas neurológicos, etcétera. Por otra parte, puede interferir con la alimentación, el habla, la higiene bucodental y podría alterar la apariencia facial, causando un aumento del riesgo de aspiración.
Por lo antedicho se suele definir médicamente un trismo o trismus como una contracción constante e involuntaria de los músculos de la mandíbula (especialmente los músculos maseteros y pterigoideos), lo que reduce o impide la apertura de la boca. Difiere de la constricción oral en cuanto a que en esta es mecánicamente imposible la apertura de la boca. 
La apertura de la boca normal es de tres dedos. En el trismo la apertura de la boca humana puede ser disminuida a "un dedo"  o totalmente. 
El trismo temporal es mucho más común que el trismo permanente, y puede ser angustiante y doloroso y limitar o impedir el examen médico o los tratamientos que requieren el acceso a la cavidad oral.
La contractura de los maxilares ocurre generalmente cuando se intenta recordar y cuando se finaliza la actividad de masticar, muchas veces puede ser un indicio de problemas en la articulación temporomandibular  (ATM). El trismo puede también encontrarse acompañando procesos infecciosos bacterianos en la faringe como ocurre en los casos de anginas por tonsilitis abscedantes. Además pueden producirse trismos tras cirugías bucales de duración prolongada como la exodoncia o extracción de las muelas del juicio, debido al prolongado tiempo en que la operación obliga a mantener abierta la boca, y en tal caso el problema generalmente mejora tras unos pocos días. Entre otras causas o etiologías un trismo puede deberse a la acción del veneno de arañas del género Latrodectus ("viudas negras"), al tétanos o a la intoxicación por fósforo.